# Абордаж

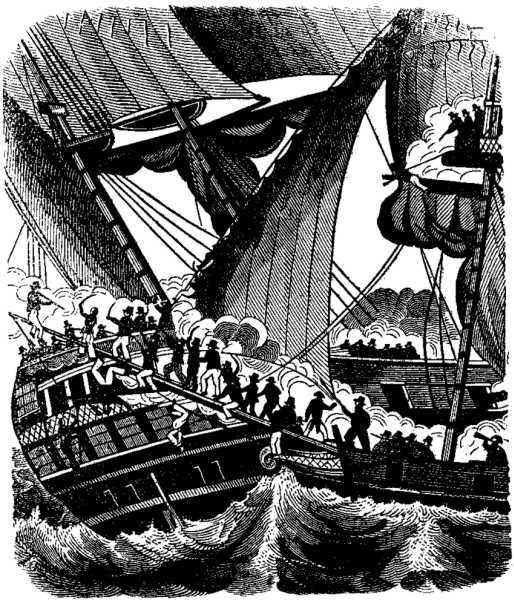

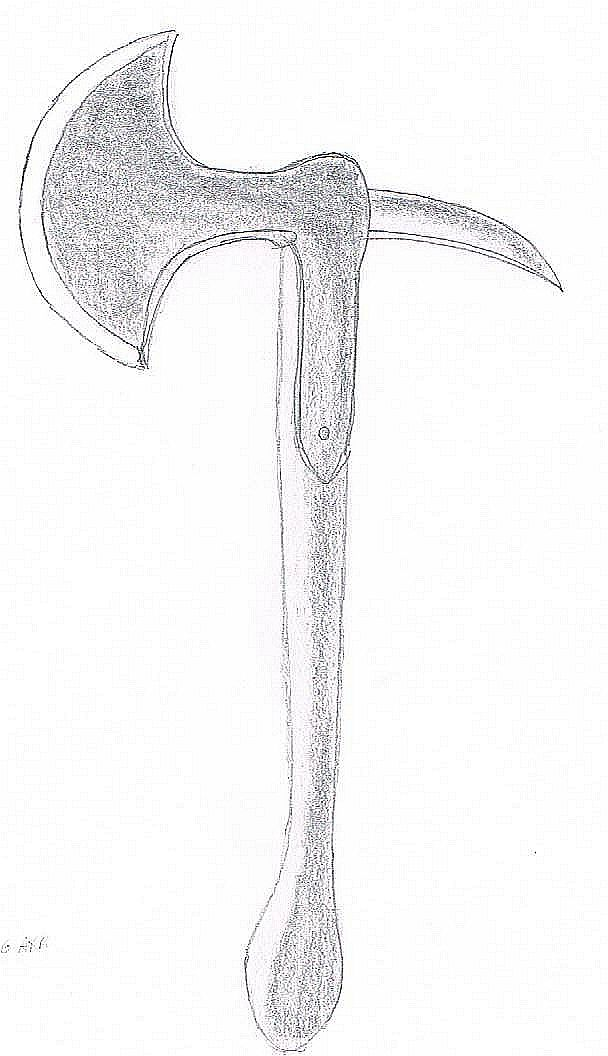
Интрепель.

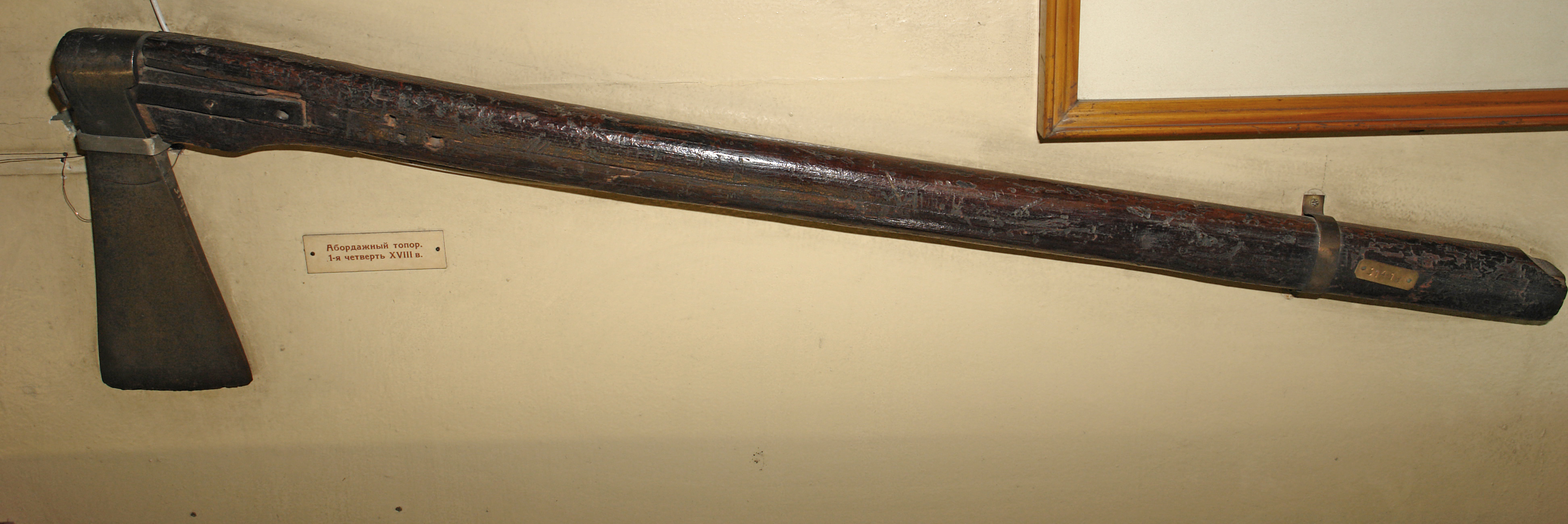
Абордажный топор (первая четверть XVIII века).

Аборда́ж (фр. abordage, от bord — «борт судна»; англ. boarding) — способ ведения морского боя во времена гребного и парусного флотов, атака корабля противника при непосредственном сближении с ним для рукопашного боя, а также способ сцепления кораблей для передачи (приёма) грузов или людей.

## История
Впервые в истории абордаж упоминают во время Пунических войн. Командующий флотом Гай Дуилий применил эту тактику против искусных мореходов — карфагенян.
Абордаж в военных (пиратских) целях применяли для захвата корабля противника и находившихся на нём ценностей. Атакующий корабль сближали вплотную борт к борту с кораблём противника, сцепляли с ним абордажными баграми, кошками и дреками, чтобы корабли не разошлись во время боя. Затем бойцы абордажной команды высаживались на палубу корабля противника с помощью мостков (имели вид стрелы с платформой размером 5,5 метра на 1,2 метра) и вступали с экипажем неприятеля в рукопашную схватку с использованием огнестрельного и холодного оружия, например, абордажных топоров, коротких абордажных сабель и тесаков.

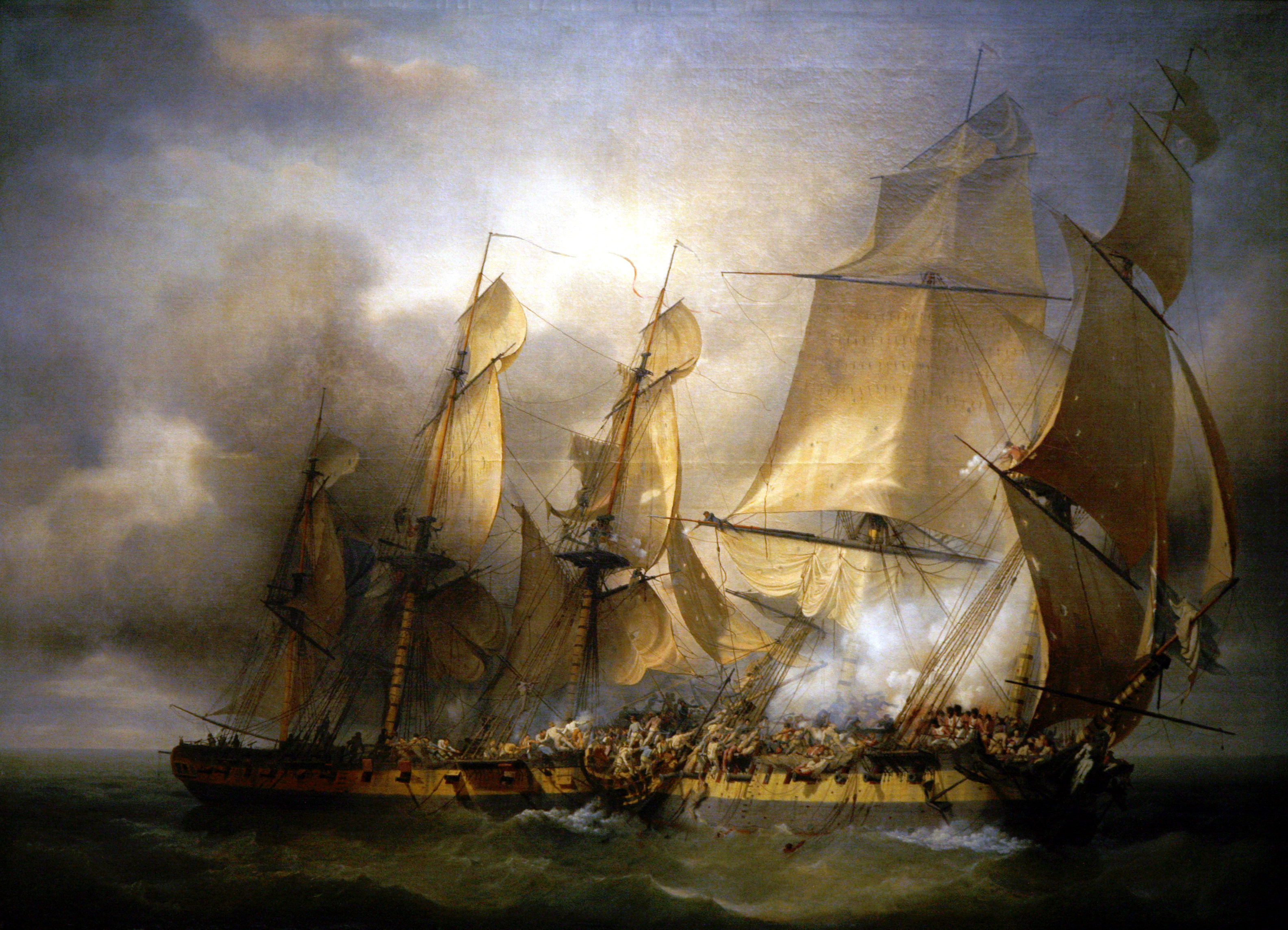
Французский корвет Bayonnaise идет на абордаж английского фрегата Ambuscade.
Сражение 14 декабря 1798 года.
Луис-Филипп Крепен, 1801

Над палубой корабля натягивали прочную верёвочную сеть для защиты от падающих обломков рангоута. Для защиты квартердека и полуюта, где находились средства управления судном, между правым и левым бортами воздвигали 2 баррикады из брёвен и бочек, наполненных железным ломом. К фальшборту, который на военных кораблях имел высоту больше человеческого роста, приваливали скатанные парусиновые спальные койки с матрацами, образовывавшие нечто вроде амбразур (впоследствии появились специальные коечные сетки вдоль бортов, в которые укладывали аккуратно скатанные койки). Концы реев на случай абордажа снабжали крюками для разрыва такелажа судна противника. На марсах мачт располагали марсовые стрелки́, чтобы сверху, с более удобной позиции вести огонь по неприятелю.
Захваченное судно — приз или призовое судно либо затапливали в случае нанесения во время боя большого урона, либо под управлением призовой команды в сопровождении захватившего судна транспортировали в порт. С появлением парового флота и развитием корабельной артиллерии абордаж утратил своё значение.

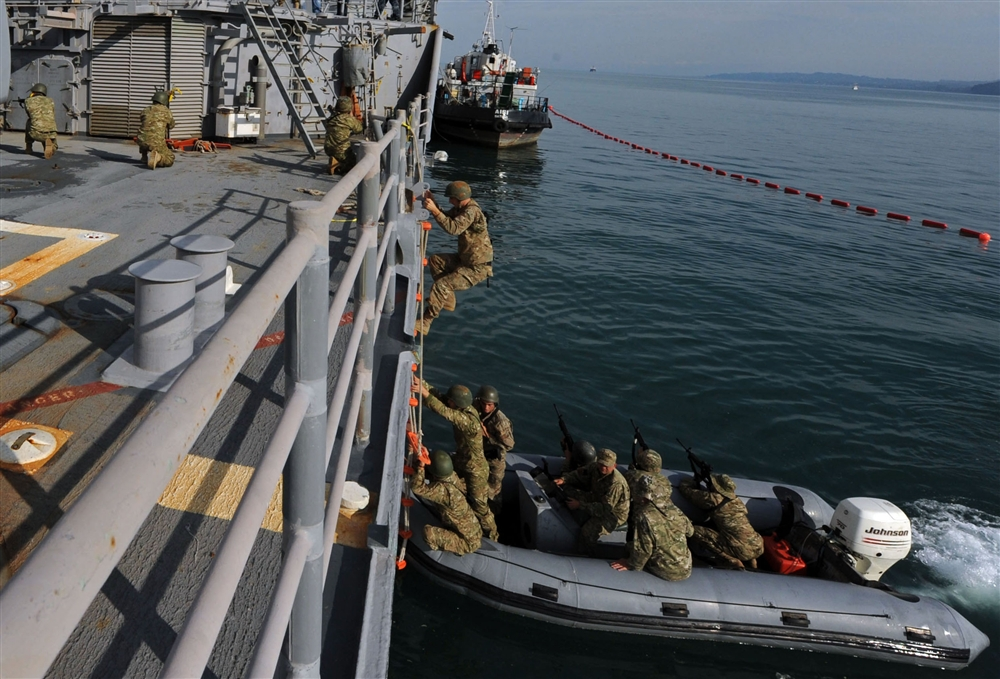
Грузинские морские пограничники отрабатывают приёмы абордажа на совместных учениях с американскими военными моряками, 2011 год

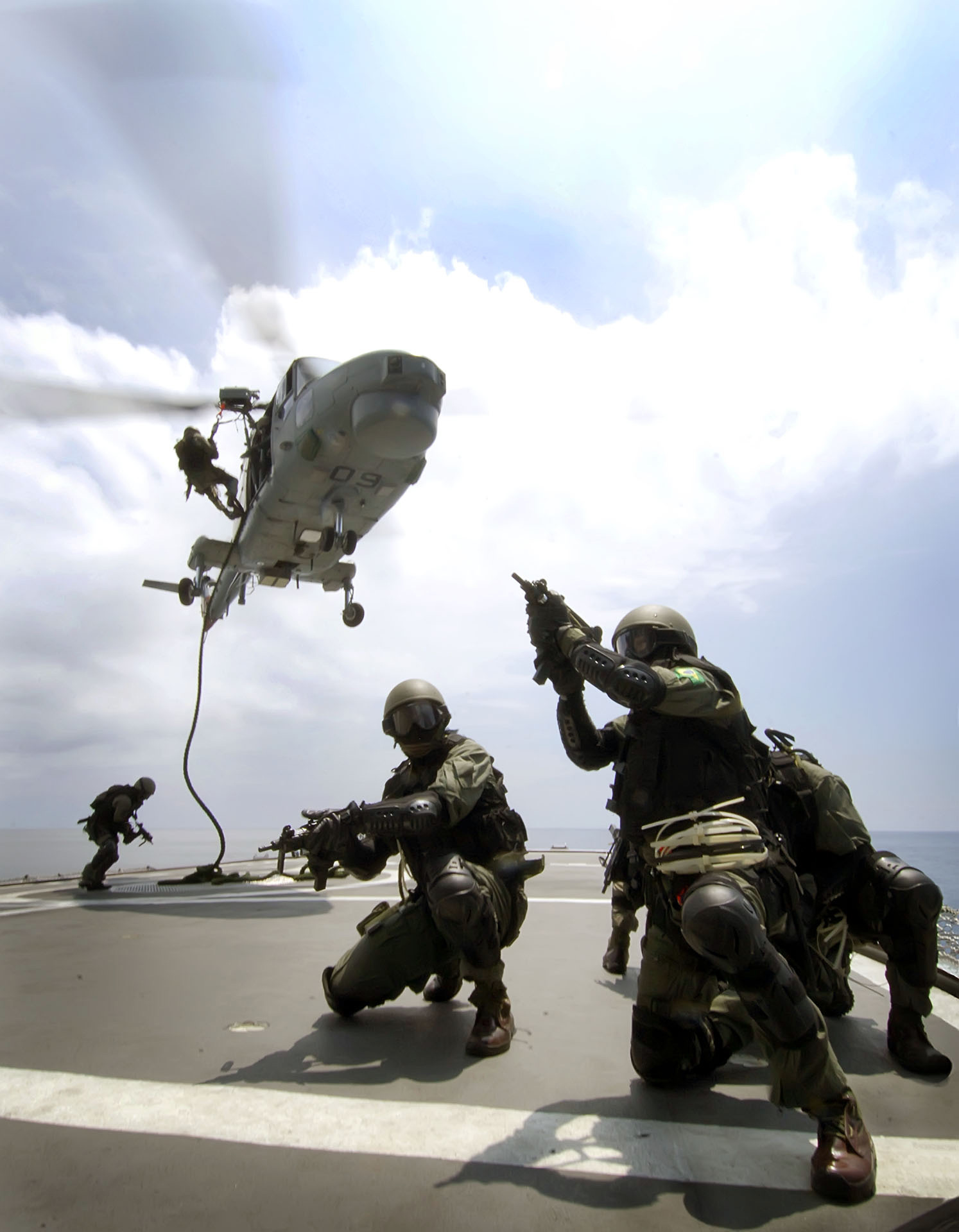
Бразильские военные моряки отрабатывают высадку с вертолёта Westland Lynx

В настоящее время такой приём, как абордаж, применяют, главным образом, для захвата пиратских судов или судов, занимающихся незаконным рыболовством. При этом абордажная команда может высаживаться на захватываемое судно с вертолёта.

## Наиболее известные случаи абордажа
- Бой в устье Невы
- Монитор «Уаскар» (ВМС Перу) против корвета «Эсмеральда» (ВМС Чили)